# Vuorijärvi (sjö i Mäntyharju, Södra Savolax)
Vuorijärvi är en sjö i kommunen Mäntyharju i landskapet Södra Savolax i Finland. Sjön ligger 83 meter över havet. Arean är 77 hektar och strandlinjen är 8,33 kilometer lång. Sjön  ingår i Kymmene älvs huvudavrinningsområde.   Den ligger omkring 37 kilometer sydväst om S:t Michel och omkring 170 kilometer nordöst om Helsingfors. 